# Ondskabens øjne
Ondskabens øjne (originaltitel The Silence of the Lambs) er en amerikansk spillefilm fra 1991 instrueret af Jonathan Demme (vandt Oscar for bedste instruktør) med Anthony Hopkins og Jodie Foster, som vandt Oscar for hhv. bedste mandlige og kvindelige hovedrolle. Filmen er baseret på en roman af Thomas Harris og er ligesom filmene Psycho og The Texas Chainsaw Massacre inspireret af den virkelige person Ed Gein.
Filmen har fået Oscar for bedste film og Oscar for bedste filmatisering. Den var desuden nomineret til en bedste lyd og bedste filmredigering.

## Handling
En seriemorder er løs og kvindelig dukker op med huden fjernet på store områder. Da en senators datter forsvinder, bliver FBI-agent Clarice Starling sat på sagen. I et forsøg på at sætte sig ind i morderens forskruede tankegang besøger hun en fængslet seriemorder og kannibal, lægen Hannibal Lecter. Lecter er intelligent, charmerende og psykopat. Ingen forstår seriemorderens psykologi som ham, og han indvilliger i at hjælpe Starling med opklaringsarbejdet, hvis hun fortæller ham om sin egen fortid. Et mærkeligt bånd begynder at blive knyttet mellem agenten og morderen. Imens er tiden ved at rinde ud for senatorens datter. 

## Medvirkende
- Anthony Hopkins som Dr. Hannibal "The Cannibal" Lecter
- Jodie Foster som FBI-agent Clarice Starling
- Ted Levine som Jame "Buffalo Bill" Gumb
- Lawrence T. Wrentz som Agent Burroughs
- Lawrence A. Bonney som FBI-instruktør
- Kasi Lemmons som Ardelia Mapp
- Scott Glenn som Jack Crawford
- Anthony Heald som Dr. Frederick Chilton
- Frankie Faison som Barney
- Don Brockett som venlig psykopat